# Castanotherium volzi
Castanotherium volzi är en mångfotingart som först beskrevs av Carl 1906.  Castanotherium volzi ingår i släktet Castanotherium och familjen Zephroniidae. Inga underarter finns listade i Catalogue of Life.